# ユノに欺かれるイクシオン
『ユノに欺かれるイクシオン』（ユノにあざむかれるイクシオン）として知られる『誘惑しようとしていたユノに欺かれるラピテス族の王イクシオン』（ゆうわくしようとしていたユノにあざむかれるラピテスぞくのおうイクシオン、蘭: Ixion, koning van de Lapiden, bedrogen door Juno、仏: Ixion, roi des Lapithes, trompé par Junon qu'il voulait séduire、英: Ixion, king of the Lapiths, deceived by Juno）は、バロック期のフランドルの巨匠ピーテル・パウル・ルーベンスが1620年ごろに制作した絵画である。油彩。主題はギリシア神話の女神ヘラ（ローマ神話のユノ）に対するラピテス族の王イクシオンの不遜な恋の物語から取られている。現在はパリのルーヴル美術館に所蔵されている。

## 主題
ギリシア神話によると、イクシオンは世界で最初に自身の親族を殺した人物とされる。イクシオンは結婚した際に義父に婚資を払わなかったために争いとなり、義父を殺した。この暴挙に神々も人々もイクシオンを忌み嫌い、誰もイクシオンの罪を浄めようとしなかった。しかしゼウス（ローマ神話のユピテル）だけがイクシオンの罪を浄めただけでなく、オリンポスに招き、アムブロシアを与えて不死にしてやった。ところがイクシオンはその恩を忘れてヘラに横恋慕した。ゼウスはこれを見通しており、雲で妻に似せて偽物のヘラ（ネペレ）を作り、ヘラの寝室に置いておいた。するとイクシオンはこれと交わったため、罰せられて車輪の輻に四肢を縛られ、冥府で永遠に回転するという罰を課された。またイクシオンとネペレからケンタウロス族が生まれた。

## 作品

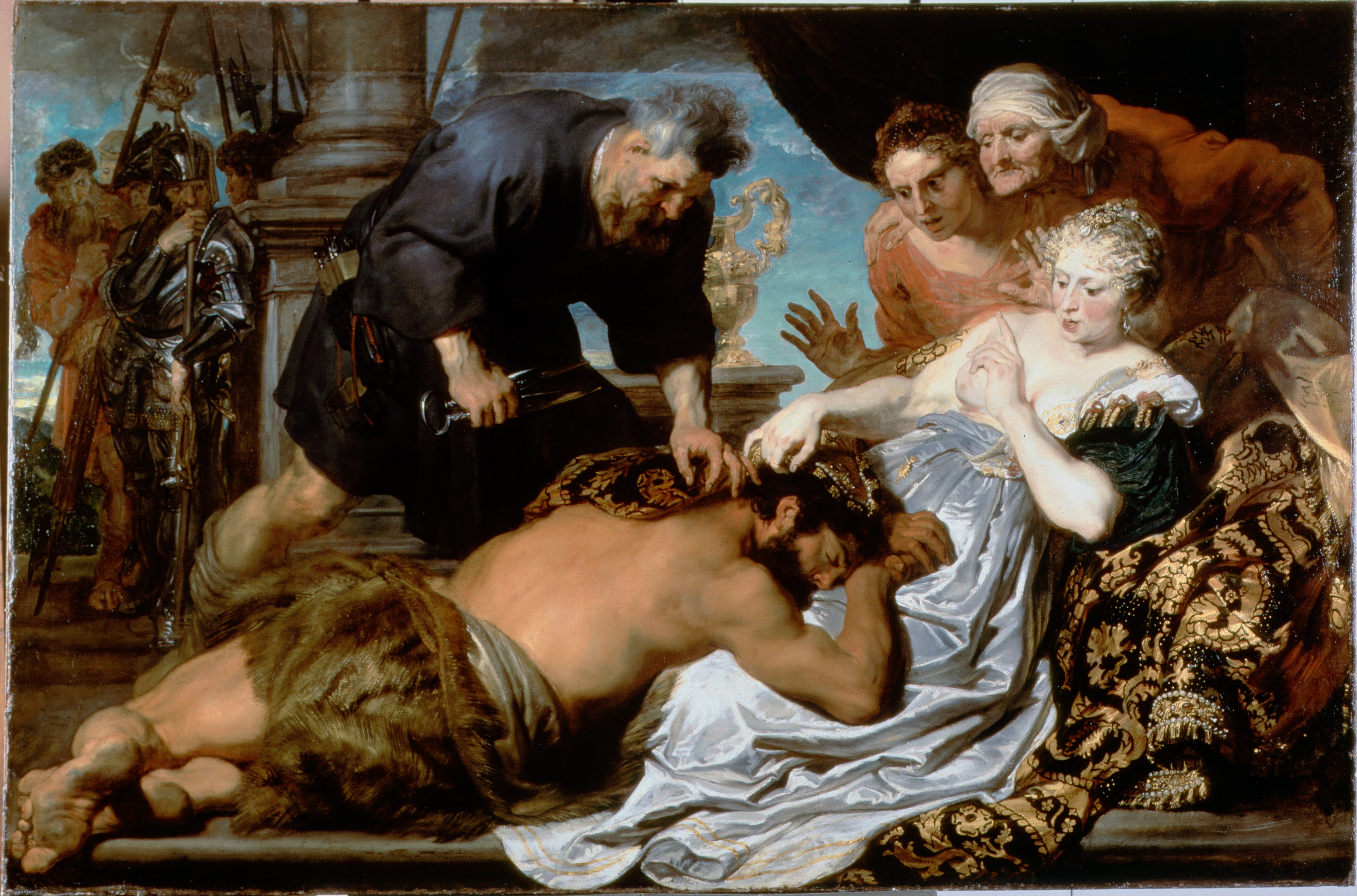
アンソニー・ヴァン・ダイクの『サムソンとデリラ』。1618年から1620年ごろ。ダリッジ・ピクチャー・ギャラリー所蔵。

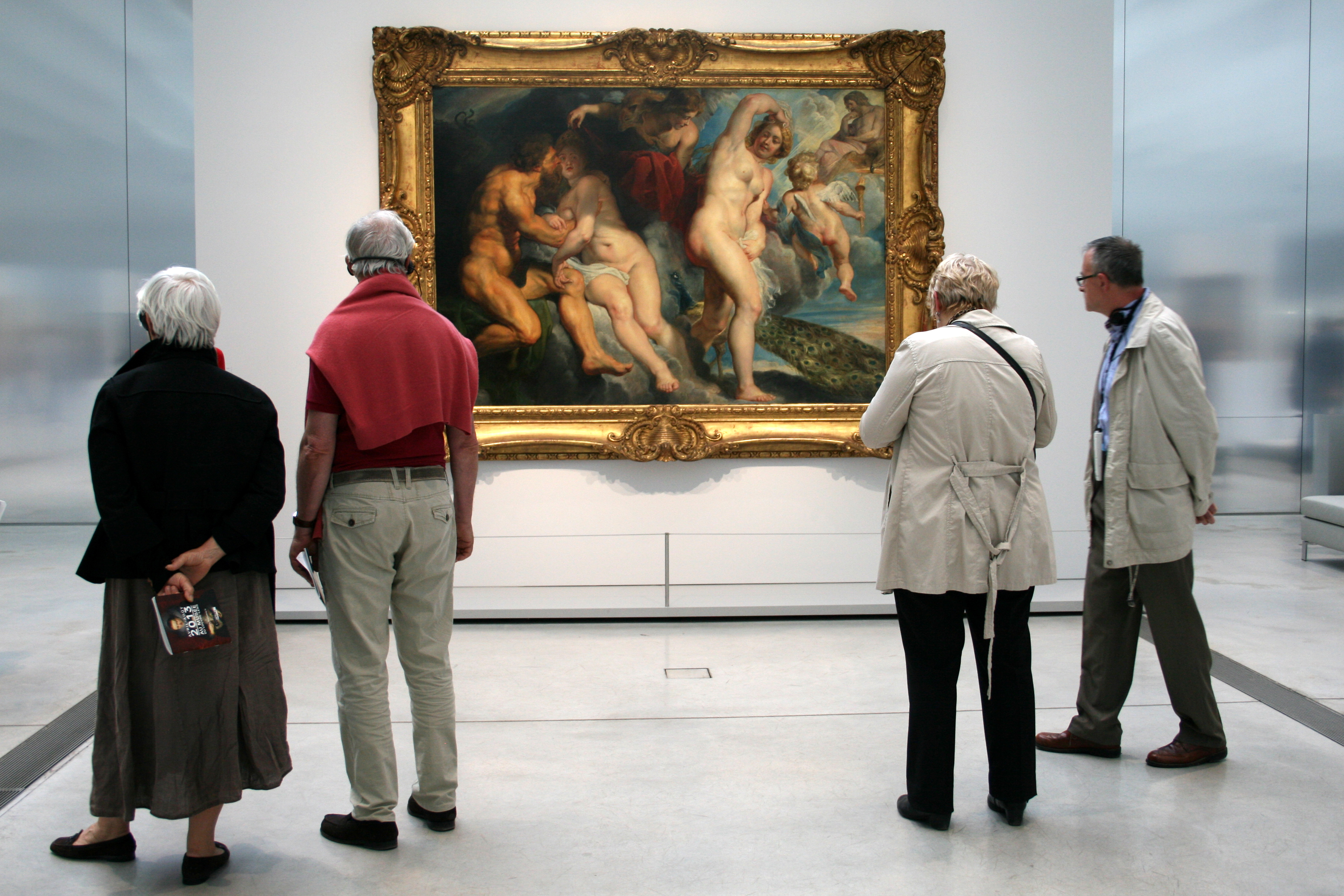
額縁とルーヴル美術館ランス別館での展示。2013年撮影。

一般的にイクシオンを主題とする場合、罰を受けている場面を描くことが好まれたが、ルーベンスはユピテルの妻ユノに対するイクシオンの不遜な恋を描いている。
画面左端のイクシオンは雲に座してユノを抱きしめようとしている。しかしそれはイクシオンの不遜な恋を罰するために送り込まれた偽のユノ（ネペレ）であり、本物のユノは画面右側に立ち、燃える松明を手にしたキューピッドに導かれてユピテルのもとへ立ち去ろうとしている。彼女が本物のユノであることは足元にユノの象徴である孔雀をともなっていることで示されている。神々の使者である虹の女神イリスはユノと偽のユノの間におり、イクシオンとネペレに赤いヴェールをかけている。ルーベンスはイリスにキツネの毛皮をまとわせた。イタリアの図像学者チェーザレ・リーパによると、キツネは狡猾さと虚偽の象徴である。画面左端の奥では復讐の女神フリアイがイクシオンに罰を与えるべく待ち構えている。ルーベンスはイタリアから帰国した際に実践していた、重厚で力強い彫刻的なポストマニエリスムの様式で描いている。

## 来歴
絵画は18世紀にアムステルダムの絵画・素描・コイン収集家であったダーフィット・アーモレイ（David Amourij, 1664年-1735年）によって所有されていたことが知られている。オランダの言語学者であり美術収集家であったランベルト・テン・ケイトは1711年8月22日に本作品を見ており、そのことを8月23日と10月29日に、画家ヘンドリック・ファン・リンボルフに宛てた手紙の中で述べている。テン・ケイトによると、この作品はもともとフランドルにあったものであり、それを美術商がオランダに持ち帰り、1711年にダーフィット・アーモレイに6,000ギルダーで売却したという。その後、ダーフィット・アーモレイは1722年に当時所有していたアンソニー・ヴァン・ダイクの『サムソンとデリラ』（Simson en Delila）とともに売却している。これを購入したのはイギリスの第2代準男爵グレゴリー・ペイジであった。彼の父である初代準男爵グレゴリー・ペイジはイギリス東インド会社の取締役であり、息子に莫大な財産を残した。父の死後に爵位を継承したグレゴリー・ペイジはロンドン南東部のブラックヒースに大邸宅を建設し、膨大な絵画コレクションを形成した。グレゴリー・ペイジのコレクションの下で『ユノに欺かれるイクシオン』とヴァン・ダイクの『サムソンとデリラ』は対作品として組み合わされた。しかし彼の遺産を相続した第3代準男爵グレゴリー・ペイジ＝ターナーはコレクションには関心がなく、大叔父の邸宅とコレクションを売却した。その後絵画は美術収集家ウェルボア・エリス・エイガー、第2代ウェストミンスター公爵ヒュー・リチャード・アーサー・グローヴナー、アメリカ合衆国の起業家チャールズ・ヤーキスのコレクションを経て、バジル・ド・シュリヒティング男爵（Baron Basile de Schlichting）が所有するところとなり、1914年の男爵の死後にルーヴル美術館に遺贈された。

## 影響
ルーベンスの同時代の版画家ピーテル・ファン・ソンペル（Pieter van Sompel）は素描による複製を制作している。これはおそらく絵画がまだルーベンスの工房にあったときに描かれたもので、 黒のチョークと薄い灰色でためらいがちにスケッチされているが、その上により熟達した人物（おそらくルーベンス自身）によって加筆修正されている。現在はアムステルダム国立美術館に所蔵されている。ファン・ソンペルはまた本作品のエングレーヴィングを制作している。

## ギャラリー

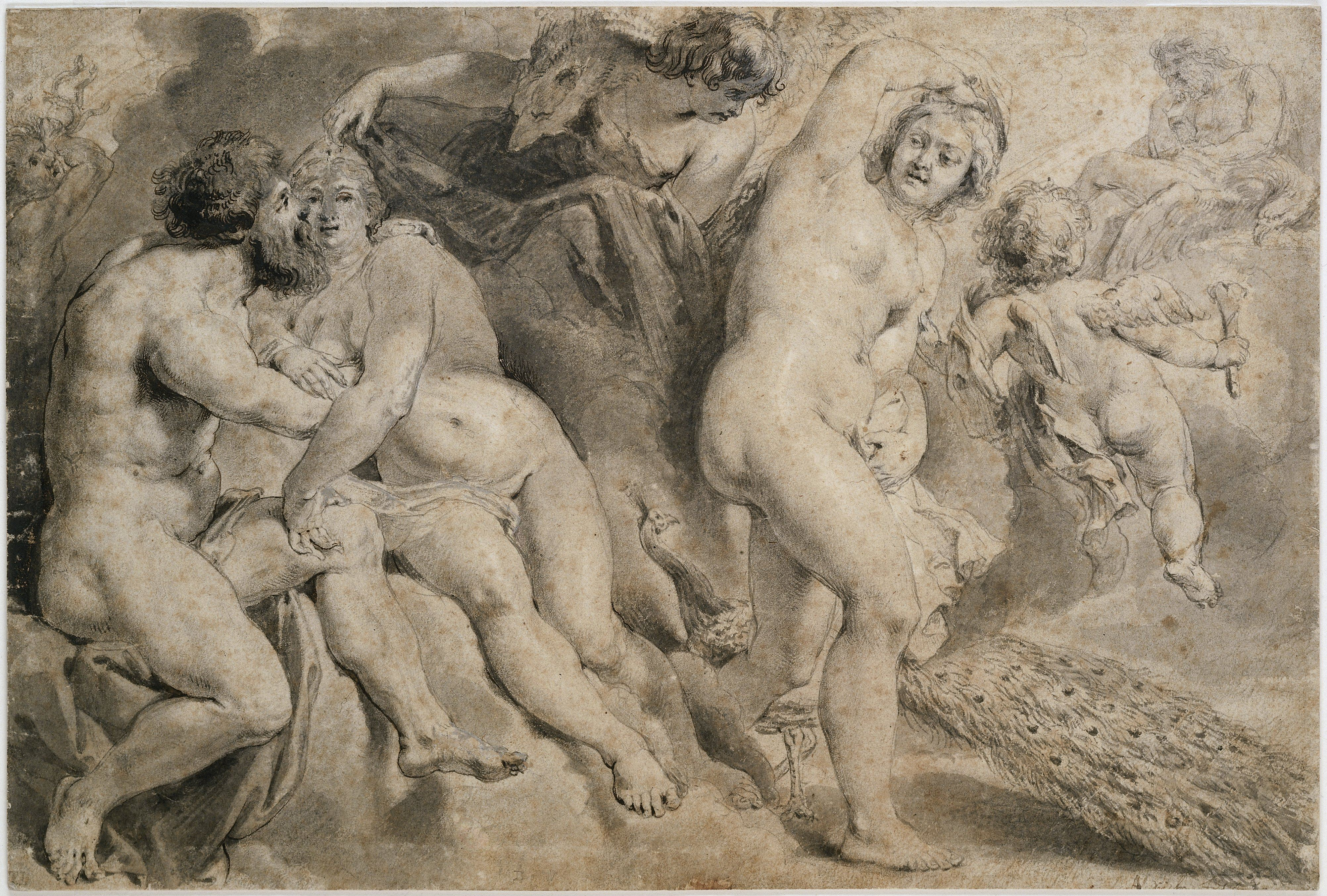
ピーテル・ファン・ソンペルによる素描 アムステルダム国立美術館所蔵
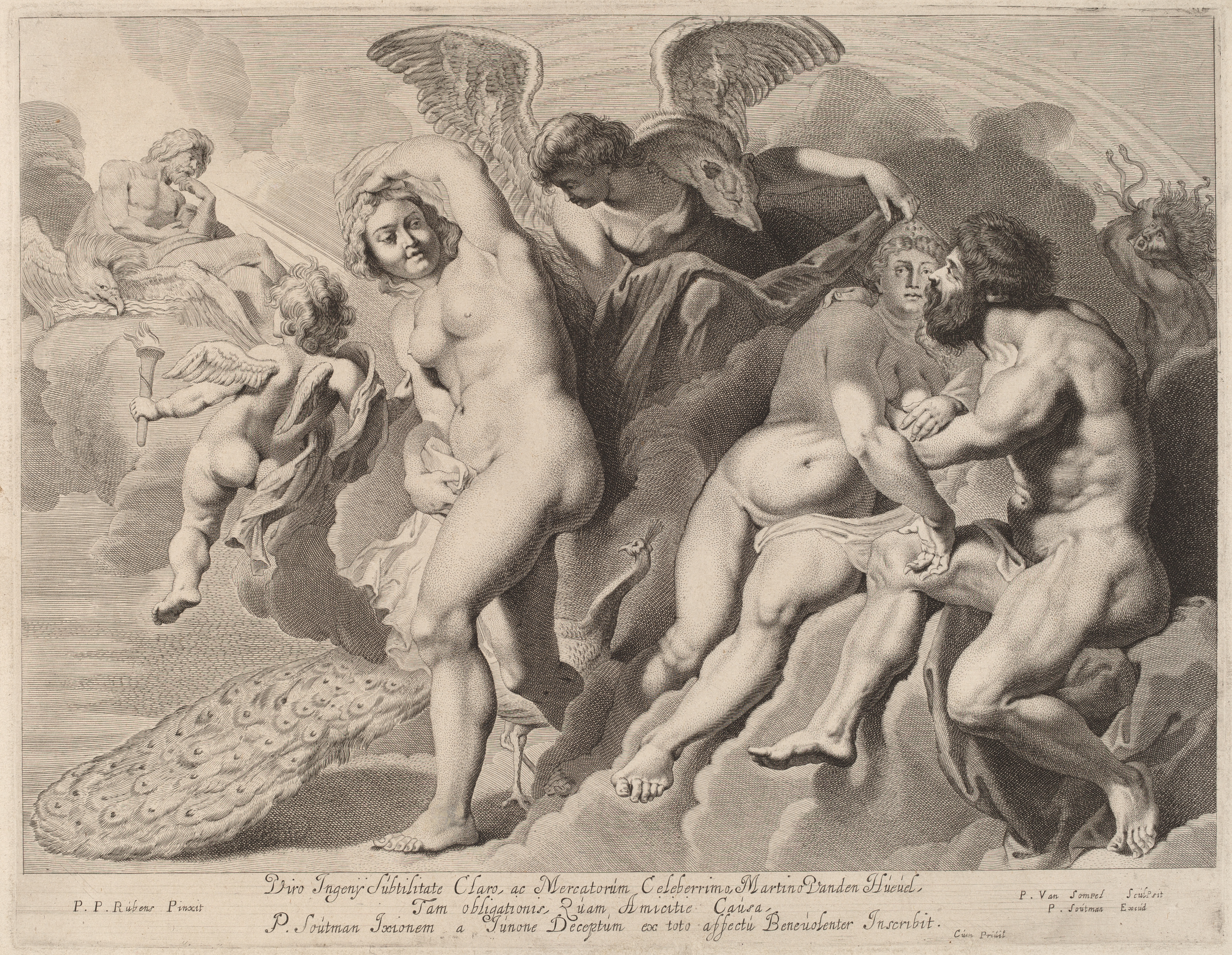
ピーテル・ファン・ソンペルの原画に基づくピーテル・サウトマンのエングレーヴィング